# Puyupatamarca
Puyupatamarca (ciudad encima de las nubes) es un sitio arqueológico inca ubicado en el Perú. Se encuentra sobre el valle de Urubamba. Tiene un complejo sistema de fuentes de agua, además de terrazas, escalinatas y recintos.